# 昌都羊茅
昌都羊茅（学名：Festuca changduensis）为禾本科羊茅属下的一个种。

## 扩展阅读
- 維基物種上的相關：昌都羊茅